# 4,5-다이하이드로오로트산
4,5-다이하이드로오로트산(영어: 4,5-dihydroorotic acid) 또는 L-다이하이드로오로트산(영어: L-dihydroorotic acid)은 피리미딘 뉴클레오타이드 생합성의 대사 중간생성물로 역할을 하는 오로트산의 유도체이다. 4,5-다이하이드로오로트산은 다이하이드로오로테이스에 의해 카바모일 아스파르트산으로부터 생성된다.

## 같이 보기
- 카바모일 아스파르트산
- 오로트산
- 다이하이드로오로테이스